# Jevgenija Kolodková
Jevgenija Nikolajevna Kolodková (rusky Евгения Николаевна Колодко, Jevgenija Nikolajevna Kolodko; * 22. července 1990, Něrjungri, Jakutská ASSR) je ruská atletka, jejíž specializací je vrh koulí.

## Kariéra
V roce 2011 vybojovala na městském stadionu v Ostravě-Vítkovicích titul mistryně Evropy do 23 let. Na světovém šampionátu v jihokorejském Tegu poté skončila ve finále na 5. místě.

### Londýn 2012
4. července 2012 na ruském mistrovství v Čeboksarech podruhé v kariéře překonala dvacetimetrovou hranici a výsledkem 20,15 m si zajistila nominaci na Letní olympijské hry do Londýna, když obsadila první místo před Annou Avdějevovou a Irinou Tarasovovou.
Finále na olympijských hrách si zajistila třetím nejdelším pokusem v kvalifikaci, když čtyřkilovou kouli poslala do vzdálenosti 19,31 m. Její první finálový pokus měřil 19,45 m a ve druhé sérii se zlepšila o sedm centimetrů. Před poslední sérií figurovala na průběžném pátém místě, když následující tři pokusy si změřit nenechala. V šesté sérii si vrhem dlouhým 20,48 m vytvořila nový osobní rekord a tímto výkonem přeskočila čínské koulařky Li Ling a Kung Li-ťiao. Číňanky se již nezlepšily a Kolodková vybojovala bronzovou medaili. Stříbro získala Valerie Adamsová z Nového Zélandu a olympijskou vítězkou se stala Nadzeja Astapčuková z Běloruska, která čtyřikrát přehodila hranici 21 metrů.
Ze zlaté medaile se však dlouho neradovala, když den skončení olympiády přišla zpráva o jejím pozitivním dopingovém nálezu. V jejím těle byla odhalena přítomnost zakázaného stereoidu metenolonu a byla diskvalifikována. Zlato nakonec obhájila vítězka her v Pekingu Valerie Adamsová, na stříbrnou pozici se posunula ruská koulařka a na bronzovou Kung Li-ťiao. Pozdější analýza vzorků prokázala přítomnost zakázaných látek (turinabol a ipamorelin) a Kolodková v roce 2016 o olympijskou medaili přišla.

### Osobní rekordy
- hala – 19,47 m – 21. ledna 2012, Volgograd
- venku – 20,48 m – 6. srpna 2012, Londýn